# Pjotr Antonowitsch Rybin
Pjotr Antonowitsch Rybin (russisch Пётр Антонович Рыбин; * 1885 in Jelez; † März 1921) war ein russischer Anarchist.

## Leben
Rybin stammte aus einer Arbeiterfamilie. Er besuchte in Jelez die Kirchengemeindeschule und dann die Gewerbeschule. Darauf arbeitete er als Metallbearbeiter.
Rybin nahm an der Russischen Revolution 1905 teil und wurde 1906 verhaftet.
1907 emigrierte Rybin in die USA und ging zunächst in die Goldgräberstadt Nome. Er war in der anarchosyndikalistischen Vereinigung der Russischen Arbeiter in den USA und Kanada aktiv. Er führte die Abteilung der Vereinigung in Pittsburgh und war Redaktionsmitglied der Zeitung Östliche Morgenröte. Bis 1912 lebte er unter dem Pseudonym Sonow in Seattle, wo er sich auch fortbildete.
Nach der russischen Februarrevolution 1917 kehrte Rybin im März 1917 nach Russland zurück und wurde Arbeiter in dem Chaudoir-Hüttenwerk in Jekaterinoslaw, das die Brüder Charles und Georges Chaudoir aus Lüttich in den 1880er Jahren gegründet hatten. Er war in den anarchosyndikalistischen und gewerkschaftlichen Bewegungen in Jekaterinoslaw aktiv. Er hatte Jekaterinoslaw wegen der Nähe zum Donbass gewählt, wo sich zu Beginn der Revolution viele Anarchosyndikalisten niedergelassen hatten. Im Juli 1917 wurde er Mitglied des Vorstands der Vereinigung der Metallarbeiter Jekaterinoslaws.
Nach der Oktoberrevolution nahm Rybin im Dezember 1917 an der Allukrainischen Konferenz der Fabrik- und Werkskomitees und der Gewerkschaften in Charkow teil, die nach dem Bericht Rybins einen Plan zur Vereinigung der gesamten Industrie in der Ukraine und ein Projekt zum Wiederaufbau des Transportwesens beschloss. Auf Vorschlag der Bolschewiki blieb er in Charkow als Mitglied des Oblast-Büros der Vereinigung der Metallarbeiter und Vizevorsitzender des Volkswirtschaftsrats der Sowjetukraine. Auf der Konferenz der Anarchisten des Donbass am 1. Februar 1918 in Jekaterinoslaw wurde er in das Büro der Anarchisten des Donbass gewählt. Er kam nun in Kontakt mit Personen der Machnowschtschina und lernte Pjotr Arschinow kennen, der die Zeitung Golos Anarchista der Anarchistenvereinigung des Donbass redigierte (siehe Golos Truda). Als im Frühjahr Streitkräfte der Ukrainischen Volksrepublik bzw. des Ukrainischen Staats zusammen mit österreichischen und deutschen Streitkräften vorrückten, wurde das Metallarbeiter-Oblast-Büro mit Rybin nach Taganrog evakuiert. Im Juli 1918 kehrte Rybin mit dem Büro nach Charkow zurück.
Als im Sommer 1919 die Weiße Freiwilligenarmee in die Ukraine vorrückte, organisierte Rybin in Charkow 20.000 Arbeiter für den Marsch an die Front der 3. Armee der Roten Armee. Nach zwei Tagen kehrte Rybin verwundet nach Charkow zurück, das gerade von der Freiwilligenarmee besetzt wurde. Er organisierte Metallarbeiter-Streiks und wurde Mitglied des Regionalbüros der Vereinigung der Metallarbeiter Südrusslands.
Im Sommer 1920 stellte Rybin fest, dass er unter der Herrschaft der Bolschewiki nichts zur Verbesserung der Lage der Arbeiter bewirken konnte, so dass er sich von den Bolschewiki abwandte und wieder Anarchist wurde. Im September 1920 bot ihm Wiktor Belasch die Mitarbeit in der Machnowschtschina an. Rybin verließ Charkow am 8. Oktober, schloss sich am 11. Oktober in Isjum der Machnowschtschina an und ging am 15. Oktober 1920 an die Front. In Huljajpole wurde er in den Revolutionären Aufständischenrat  der Machnowschtschina-Armee gewählt. Es wurden Direktiven für die Organisation der Einheiten verfasst, und er organisierte Kurse für Propagandisten.
Am 24. Januar 1921 begab sich Rybin aus Korotscha zur Untergrundarbeit  nach Charkow. Dort ging er auch zu seiner Geliebten Dalinina. Sie informierte die Tscheka, worauf Rybin verhaftet wurde. Die Troika der Sonderabteilung des Militärbezirks Charkow mit Iwan Danischewski, Elsa Grundman und Dobrodizki verurteilte Rybin am 24. Februar 1921 zum Tode und ließ das Urteil vollstrecken.